# ديك دان
ديك دان (بالإنجليزية: Dick Dunn)‏ (19 مايو 1908 - 7 أغسطس 2001) هو ملاكم نيوزلندي.